# Gare de Jundiaí
La gare de Jundiaí (en portugais Estação Jundiaí) est une gare ferroviaire terminus de la ligne 7 (Rubis) de la Companhia Paulista de Trens Metropolitanos (CTPM). Elle est située avenue União dos Ferroviários quartier Vila Arens dans la municipalité de Jundiaí dans l'État de São Paulo, au Brésil.

## Situation ferroviaire

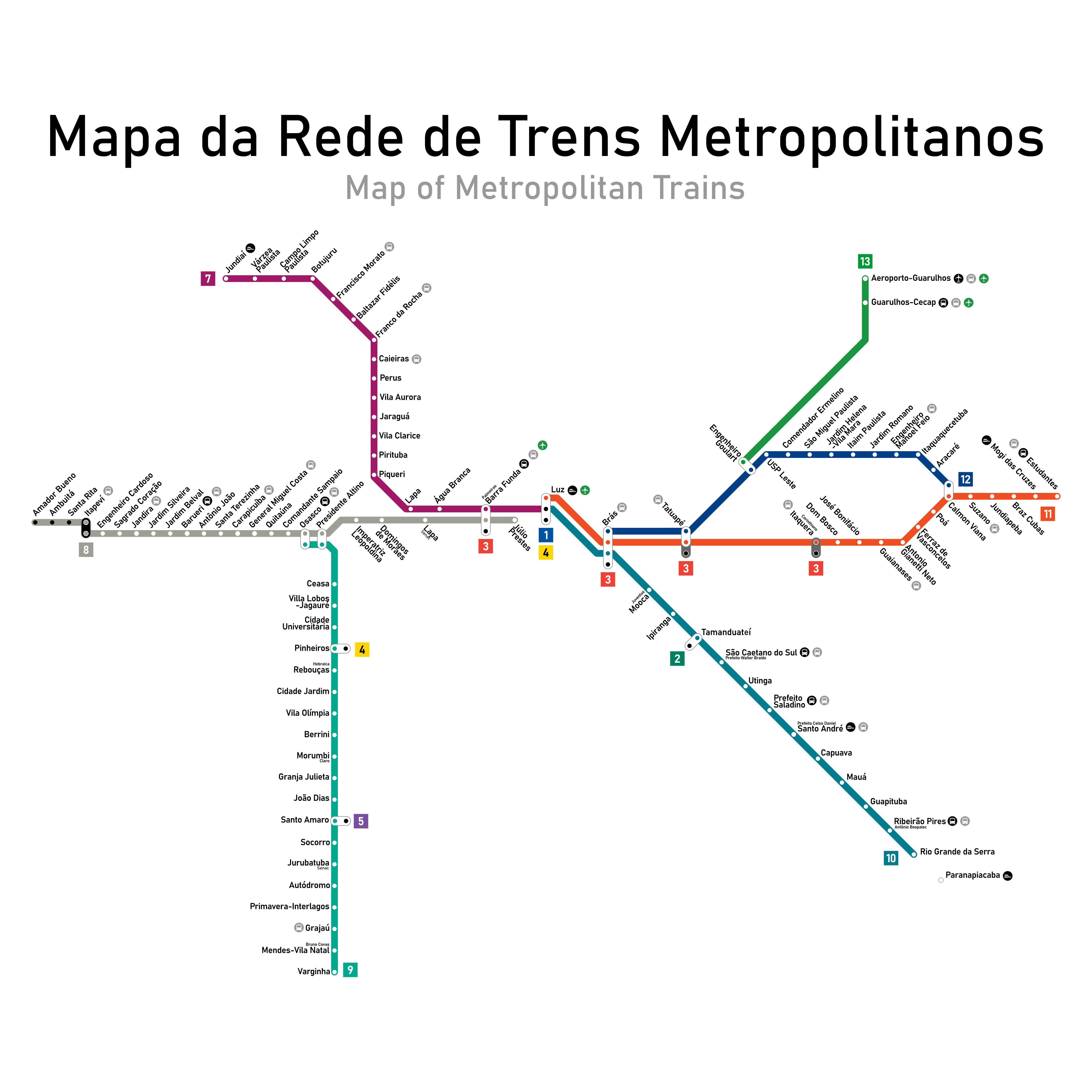
Plan des lignes de la CPTM (2020).

Établie à 707 mètres d'altitude, la gare terminus de Jundiaí est située à une extrémité de la ligne 7 (Rubis) de la Companhia Paulista de Trens Metropolitanos (CTPM), avant la gare de Várzea Paulista, en direction de la gare terminus de Brás. 